# C14H21N3O4
化学式C14H21N3O4（摩尔质量：295.33 g/mol）可以指：
- 仲丁灵，CAS号：33629-47-9

|  | 这个同类索引页列出了具有相同分子式的化学物（即同分異構體）条目。 除非您是有意链接至本页，否则应将相应条目的内部链接指向正确的条目。 |